# セヴァーントンネル鉄道事故
セヴァーントンネル鉄道事故（セヴァーントンネルてつどうじこ、英語: Severn Tunnel rail accident））は、1991年12月7日の土曜日（現地時間、以下同様）にイギリスのセヴァーントンネル（非電化、複線）で発生した列車衝突事故である。

## 事故概要
午前8時30分にパディントン駅を発車したカーディフ中央駅行きのHST（10両編成、乗客129名、乗務員3名）は、セヴァーントンネル入口の信号機の外方で停止信号を確認して停車した。運転士が信号機に備えられている電話で信号扱手に連絡したところ、信号機の故障である旨を伝えられ、注意して低速で進行するよう許可された。
HSTがトンネルに進入したが、入口から3マイルほど（約4.8km）走行したところで、後方から進行してきたポーツマスハーバー駅を午前7時ちょうどに発車したカーディフ中央駅行きの155形「スーパースプリンター」（2両編成、乗客168名、乗務員2名）に追突された。
この事故で両列車の乗客185人が負傷し、うち5人は重傷だった。

## 原因
異常に湿ったこのトンネルの環境（1日あたり1000万から2000万ガロン排水）では軌道回路が使用できないため、車軸カウンタが使用されていた。
事故の報告書では確固たる結論に達することができなかったが、次のどちらかが原因であると推測した。
- スプリンターの運転士が説明できない誤ちを犯した。
- セヴァーントンネル・ジャンクション駅（英語版）の継電器室の中にいた技師が、最初に起きた故障を調査中に、車軸カウンタをリセットしたことにより、スプリンター側の信号がクリアされた。